# Lorenzo van Kleef
Lorenzo van Kleef (Den Haag, 26 januari 2001) is een Nederlands voetballer die doorgaans speelt als middenvelder. In januari 2023 verruilde hij Jong Sparta Rotterdam voor SVV Scheveningen.

## Clubcarrière
Van Kleef speelde in de jeugd van SV Houtwijk, VELO en Haaglandia, alvorens hij in de opleiding van ADO Den Haag terechtkwam. Bij deze club tekende hij medio 2019 een contract voor twee seizoenen, nadat hij in de voorbereiding drie keer gescoord had in het eerste elftal. Op 11 augustus 2019 maakte de middenvelder zijn officiële debuut voor ADO. Op bezoek bij PSV kwam de Haagse club op voorsprong door een treffer van Tomáš Necid maar doelpunten van Bruma, Donyell Malen en Cody Gakpo zorgden voor een overwinning van PSV: 3–1. Van Kleef begon aan de wedstrijd als reservespeler en mocht zestien minuten voor het einde van de wedstrijd invallen voor Erik Falkenburg.
In de zomer van 2020 werd Van Kleef samen met Hugo Botermans op huurbasis naar FC Eindhoven gestuurd als onderdeel van de transfer van Samy Bourard, die de omgekeerde weg bewandelde en juist bij ADO tekende. Na zijn verhuurperiode bij Eindhoven mocht hij transfervrij vertrekken van ADO. Van Kleef zat hierop maanden zonder club, tot hij zich begin december 2021 aansloot bij Quick Boys. Aan het einde van het seizoen kon hij terugkeren naar het profvoetbal bij Sparta Rotterdam, waar hij zich mocht laten zien in het tweede elftal. Na vijftien duels op dat niveau verkaste Van Kleef in januari 2023 naar SVV Scheveningen. Aan het begin van het seizoen 2023/24 scheurde hij zijn hamstring af, waardoor hij maandenlang uit de roulatie zou liggen.

## Clubstatistieken
| Seizoen | Club                  | Competitie     | Competitie | Competitie | Beker | Beker | Internationaal | Internationaal | Totaal | Totaal |
| Seizoen | Club                  | Competitie     | Wed.       | Dlp.       | Wed.  | Dlp.  | Wed.           | Dlp.           | Wed.   | Dlp.   |
| ------- | --------------------- | -------------- | ---------- | ---------- | ----- | ----- | -------------- | -------------- | ------ | ------ |
| 2019/20 | ADO Den Haag          | Eredivisie     | 2          | 0          | 0     | 0     | —              | —              | 2      | 0      |
| 2020/21 | → FC Eindhoven        | Eerste divisie | 31         | 2          | 1     | 0     | —              | —              | 32     | 2      |
| 2021/22 | Quick Boys            | Tweede divisie | 20         | 2          | 0     | 0     | —              | —              | 20     | 2      |
| 2022/23 | Jong Sparta Rotterdam | Tweede divisie | 15         | 0          | —     | —     | —              | —              | 15     | 0      |
| 2022/23 | SVV Scheveningen      | Tweede divisie | 14         | 1          | 0     | 0     | —              | —              | 14     | 1      |
| 2023/24 | SVV Scheveningen      | Tweede divisie | 0          | 0          | 0     | 0     | —              | —              | 0      | 0      |
| 2024/25 | SVV Scheveningen      | Tweede divisie | 27         | 1          | 1     | 0     | —              | —              | 28     | 1      |
| Totaal  | Totaal                | Totaal         | 109        | 6          | 2     | 0     | 0              | 0              | 111    | 6      |

Bijgewerkt op 30 april 2025.